# Ебен-Емаель
Ебен-Емаель (фр. Ében-Émael, валлон. Eben-Emål) — комуна на сході Бельгії, у муніципалітеті Бассанж, провінції Льєж.
Неподалік від селища знаходиться колишній бельгійський форт з однойменною назвою, що входив до Льєзького фортифікаційного комплексу бельгійської армії. Форт Ебен Емаель свого часу вважався найпотужнішою та практично нездоланною фортецею у Європі і мав стати серйозною перешкодою на шляху наступу моторизованих колон Вермахту. Артилерійські системи фортеці прикривали три стратегічно важливих мости, перекинуті в Маастрихті через річку Маас і Альбертканал — Вельдвезельтський, Вренховенський і Каннський.
10 травня 1940 у результаті успішного проведення німецькими десантниками штурму був нейтралізований протягом 30 годин. Виведення найпотужнішого в системі оборонних споруд форту дозволило німецькому Вермахту безперешкодно увірватися на територію Королівства Бельгія.